# Waco CG-4
Waco CG-4 var ett amerikanskt lastglidflygplan som användes för material- och trupptransport under andra världskriget.
Glidflygplanet konstruerades vid Waco Airboat Company i Troy i Ohio efter specifikationer från U.S. Army Air Corps. Vanligtvis anges Wacos chefskonstruktör Francis Arcier som skapare av glidflygplan, men omfattningen av alla konstruerade delar och den korta tid som användes tyder på att det var en grupp på företaget som svarade för konstruktionen. I glidflygplan ingick över 70 000 delar, efter att ritningarna granskats av de amerikanska militärmyndigheterna genomfördes cirka 7 000 mindre modifieringar. Glidflygplans nos kunde fällas åt sidan för att lasta in en jeep eller en släpvagn lastad för tretton soldaters stridsbehov.
Beteckningen CG stod för cargo (last) respektive glider (glidflygplan) i RAF benämndes planet Hadrian. Waco CG-4 var ett högvingat monoplan där vingen bars upp av två vingstöttor. Som landställ var två hjul montreradet i underkant av planet strax under fästet för vingstöttorna. Glidflygplankroppen tillverkades i en fackverkskonstruktion av svetsade stålrör som kläddes med duk och plywood. Golvet var förstärkt med plywood för att klara tunga transporter. Vingen var uppbyggd runt två balkar och spryglar som kläddes med faner och duk. Roderytorna bestod av svetsade stålprofiler som kläddes med duk. Lastglidflygplanet var godkänt för att flyga med en maximal startvikt på 3 400 kg, men som regel överlastades glidflygplan och många gånger startade glidflygplan som vägde drygt 4 000 kg.
CG-4 tillverkades i 13 909 exemplar mellan 1942 och 1945. Eftersom antalet beställda glidflygplan blev för stort för Waco Airboat lades tillverkningen ut på 15 andra företag. Ford Motor Company svarade för det största antalet med 4 190 glidflygplan och Wicks Aircraft Company i Kansas City med 1 074 glidflygplan. Bland de övriga licenstillverkarna märks Gibson, Northwestern Aeronautical, Pratt-Reed, Laister-Kaufman och Cessna Aircraft.
Flera modeller utvecklades från grundvarianten CG-4, men få specialmodeller tillverkades i större antal. Bland annat konstruerade man motorgondoler som med snabbkopplingar kunde monteras fast på vingen. Trots att de fungerade bra överlevde inga av de motoriserade glidflygplanen andra världskriget.
Efter att glidflygplanen färdigställts levererades de först till Sedalia Army Air Field där 12th Troop Carrier Command var förlagd. Vid fältet utbildades amerikanska glidflygpiloter före överfärden till Europa.
9 juli 1943 sattes glidflygplanen in för första gången vid striderna på Sicilien (Hyskyoperationen). Glidflygplan startade på natten från olika flygfält i Tunisien med brittiska soldater ombord. Trots att många problem uppstod under flygningen, räknades landsättningen som en framgång. Av sammanlagt 137 glidflygplan, varav 127 CG-4 och tio brittiska Airspeed Horsa, landade 69 glidflygplan i vattnet. Av soldaterna lär 25% ha drunknat, medan de som klarade sig spreds ut över hela Sicilien. Totalt nådde 12 lastglidflygplan fram till det angivna målet. Under överflygningen drabbades man av hårda vindar och soldaterna blev luftsjuka och spydde. När glidflygplan på grund av vinden kom ur kurs, besköts man av egna och fientliga kanoner. Glidflygpiloterna, som var britter, saknade tillräcklig utbildning på glidflygplanstypen. 
CG-4 deltog i stort antal vid luftlandsättningen på morgonen 6 juni 1944 i Normandie samt de följande allierade luftlandsättningarna i Europa. I slutet av kriget, när behovet av transportglidflygplanen minskade, användes CG-4A som ett engångsglidflygplan. Besättningen förstörde glidflygplanet efter landningen. På grund av att glidflygplanet kunde landa på små korta gräsfält, användes några CG-4A för att flyga in stridsmaterial till partisanerna i Jugoslavien. Förutom vid striderna i Europa användes glidflygplanet även på krigsskådeplatserna i Kina-Burma och Indien.
Utöver US Army Air Force och US Navy användes glidflygplanstypen av Royal Canadian Air Force, Royal Air Force, samt två stycken glidflygplanen av det tjeckoslovakiska flygvapnet. För att förbättra glidflygplanets prestanda vidareutvecklade man glidflygplan till CG-15, men då kriget närmade sig sitt slut avbeställdes de beställda glidflygplanen efter att drygt 400 CG-15 färdigställts.
Glidflygplan bogserades vanligen efter en C-47 eller C-46. Vid starten fångades glidflygplanet upp av bogserflygplaneten via en krok. Vid starten ställdes CG-4 upp vid kanten av startbanan. Från fästpunkter på glidflygplanet löpte en vajer som anbringades i toppen av två stolpar som var monterade i marken cirka 50 meter framför glidflygplanet. Bogserflygplanet flög sedan in över glidflygplanet och strax före stolparna drog piloten i bogserflygplanet åt sig spaken, varvid glidflygplanet steg. Från undersidan av buken på bogserflygplanet löpte ett stag som avslutades med en krok som i bästa fall fångade upp vajern från stolpen. Eftersom vajern var fäst i två punkter på glidflygplanet bildade den en ögla.
Flera glidflygplan finns bevarade och utställda bland annat vid National Soaring Museum utanför Elmira New York.

## Varianter
- XCG-4 - två prototypglidflygplan.
- CG-4A - 12 916 serietillverkade glidflygplan, 1948 ändrades benämningen till G-4A
- XCG-4B - en CG-4A som tillverkades i trä för att undvika radarsignaler
- PG-1 - en CG-4A försedd med två Franklin 6AC-298-N3 motorer
- XPG-2 - en CG-4A försedd med två L-440-1 motorer
- XPG-2A - två specialtillverkade CG-4A
- PG-2A - tio CG-4A med två L-440-7 motorer, 1948 ändrades benämningen till G-2A
- XPG-2B - avbeställd variant med två R-775-9 motorer
- LRW-1 - 13 CG-4A överförda till United States Navy